# Boris Roisen
Boris Roisen (în idiș ‏בערל רױזן‎‏‎, transliterat Berl Roizn rusă Борис Ройзин; n. 21 decembrie 1913, Otaci, raionul Ocnița, Republica Moldova – d. 12 august 1986, Chișinău, RSS Moldovenească, URSS) a fost un evreu basarabean, critic literar și profesor sovietic. 

## Biografie
S-a născut în târgul Otaci (acum oraș din raionul Ocnița, Republica Moldova) din ținutul Soroca, gubernia Basarabia, Imperiul Rus, în familia unui măcelar. A locuit o perioadă și în Briceni (acum oraș și centru raional din R. Moldova) din ținutul vecin Hotin. A absolvit seminarul de profesori al Asociației școlilor evreiești din Cernăuți (Yidisher Shul-Farein), unde a studiat în același timp cu viitorii scriitori Ihil Șraibman, Leizer Podriacik⁠(ru)[traduceți], Meir Haratz și Țvi Țelman. A lucrat ca profesor de limba și literatura ebraică la școlile evreiești din Cernăuți. După ocuparea Bucovinei de Nord de către URSS, a fost unul dintre primii admiși în secțiunea evreiască a filialei de la Cernăuți a Uniunii Scriitorilor din RSS Ucraineană, creată la 27 iulie 1940 (desființată ulterior).
A debutat în 1936 cu lucrări literare în revista din Varșovia – Yiddish Far Alemen („Limba ebraică pentru toți”), a publicat lucrări despre filologia evreiască în periodicele din Cernăuți. În timpul celui de-al doilea război mondial, a fost inclus în Armata Roșie. După întoarcerea de pe front, a predat limba și literatura ebraică la școala secundară evreiască Nr. 18 din Cernăuți, una dintre cele patru școli evreiești care rămăsese în Uniunea Sovietică după război. Până la închiderea sa în 1948, această școală a fost singura școală evreiască din țară și Burl Roisn s-a dovedit a fi „ultimul profesor de limba ebraică din ultima școală evreiască”, așa cum a numit-o mai târziu cu amărăciune titlul unei lucrări a autorului. După închiderea școlii, a absolvit Facultatea de Filologie a Universității din Cernăuți și a predat engleza în școlile orașului. A publicat, de asemenea, în ziarul din Varșovia Folkshtime („Vocea poporului”), după reapariția presei evreiești (1961), a colaborat regulat cu singura revistă evreiască publicată în URSS – Sovetish heimland („Patria sovietică”). A fost publicat, de asemenea, și în ziarul parizian Naye Prese („Presa nouă”), în revista din New York Yiddish Kultur („Cultura evreiască”) și în Birobidzhaner Stern („Steaua Birobidjanului”).
A publicat lucrări despre patrimoniul epistolar al lui Șalom Aleihem, analiza operelor lui Baer Halpern și Eliezer Steinbarg, a tradus în idiș lucrările scriitorilor ruși, ucraineni, englezi și germani. Este autor al lucrărilor metodologice privind predarea limbilor străine în școala secundară.
A locuit o mare parte a vieții la Cernăuți. Cu toate acestea, a fost lovit mortal de o mașină în timp ce vizita rudele la Chișinău în 1986. Postum, în 1988, a fost publicată la Tel Aviv o colecție de lucrări filologice ale autorului, tradusă ulterior în ebraică.

## Monografii
- ליטעראַריש-היסטאָרישע שטודיִעס („Cercetări literar-istorice”, în idiș), I. L. Peretz, Farlag: Tel Aviv, 1988.
- דימויים ומוטיבים יהודיים בספרות הרוסית („Imagini și motive evreiești în literatura rusă”, în ebraică), Kibutz Shamir, 2003.